# Albion Paris Howe
Pour les articles homonymes, voir Howe.
Albion Paris Howe (né le 2 mars 1818 à Standish, État du Maine, et mort le 15 janvier 1897 à Cambridge, État de Massachusetts) est un major général de l'Union durant la guerre de Sécession.

## Avant la guerre
Albion Paris Howe sort diplômé de West Point en 1841.
Il est nommé second lieutenant le 1er juillet 1841 dans le 4th U.S. Artillery.
Il participe à la guerre américano-mexicaine. Il est promu premier lieutenant le 18 juin 1846. Il est breveté capitaine le 20 août 1847 pour bravoure et conduite méritoire lors des batailles de Contreras et Churubusco.
Il est promu capitaine le 2 mars 1855.

## Guerre de Sécession
Albion Paris Howe sert au début de la guerre en tant que commandant dans les 93rd Pennsylvania Infantry, 98th Pennsylvania Infantry et 102nd Pennsylvania Infantry. Il est nommé brigadier général des volontaires le 11 juin 1862 de la 2nd division du VI corps,.
Le 13 décembre 1862, il soutient par une attaque de flanc, la division du général John Newton qui mène des attaques frontales à Marye's Heights, forçant les troupes de Jubal Anderson Early à abandonner ses positions. Il est breveté commandant le 1er juillet 1862 pour bravoure et service méritoire lors de la bataille de Malvern Hill. Il participe à la bataille de Fredericksburg.
Le général Régis de Trobriand écrit de Howe lors de la bataille d'Antietam : 

« Le général Albion P. Howe que sont caractère insociable avait autrefois fait mettre en quarantaine parmi ses camarades de l'armée régulière, n'était pas un chef sous lequel on dut tenir beaucoup à servir. »

Il participe à la campagne de Chancellorsville. Il est breveté lieutenant colonel le 3 mai 1863 pour bravoure et service méritoire lors de l'action à Salem Heights.
Il participe à la bataille de Gettysburg. Après la bataille, bien qu'il n'ait pas participé aux manœuvres du général Daniel Sickles à l'encontre du général George Meade, il témoigne contre ce dernier. Le 29 février 1864, deux jours avant son audition devant le comité, le général Ulysses S. Grant, avec le général John Sedgwick, avait lui avait retiré son commandement et il prend celui du dépôt d'artillerie de Washington D.C.. Le général Meade avait participé à ce transfert. Il ne prend plus de commandement sur le champ de bataille jusqu'à la fin de la guerre. Il est promu commandant dans le 4th U.S. Artillery le 11 août 1863. Il participe à la campagne de Bristoe. Il est breveté colonel le 7 novembre 1863 pour bravoure et service méritoire lors de la seconde bataille de Rappahannock Station. Il participe à la campagne de Mine Run.
Le 13 mars 1865, il est breveté brigadier général et major général pour bravoure et service méritoire lors de la guerre et major général des volontaires pour loyauté et service méritoire.

## Après la guerre
Albion Paris Howe sert dans le bureau des esclaves affranchis (Freedmen's Bureau). Il quitte le service actif des volontaires le 15 janvier 1866. Il est membre de la commission juge et reconnaît coupable Mary Surratt pour le complot d'assassinat d'Abraham Lincoln,.
Il est promu lieutenant-colonel le 10 avril 1879. Il est promu colonel le 19 avril 1882 dans le 4e régiment d'artillerie. Il part en retraite le 30 juin 1882.
Il meurt le 15 janvier 1897 à Cambridge et est enterré au cimetière de Mount Auburn.